# Lista de governadores de estados por mandatos exercidos
Esta é uma lista referente aos governadores de estados brasileiros que exerceram uma quantidade considerável de mandatos executivos.

## Governadores com mais de dois mandatos eletivos
Listagem ordenada pelo critério de ter vencido pelo menos três eleições diretas ou indiretas para governador a partir de 1947, sejam elas ordinárias ou suplementares.
Mudanças na titularidade por cassação ou renúncia do titular são tratadas à parte conforme a disponibilidade de fontes.
Eleições indiretas estarão grafadas em itálico,

### Quatro mandatos
| Localidade e Unidade federativa | Governador eleito | Ano da eleição         |
| ------------------------------- | ----------------- | ---------------------- |
| Amazonas                        | Amazonino Mendes  | 1986, 1994, 1998, 2017 |
| Goiás                           | Marconi Perillo   | 1998, 2002, 2010, 2014 |
| Piauí                           | Wellington Dias   | 2002, 2006, 2014, 2018 |
| Tocantins                       | Siqueira Campos   | 1988, 1994, 1998, 2010 |
| Maranhão                        | Roseana Sarney    | 1994, 1998, 2006,2010  |
| Amapá                           | Waldez Góes       | 2002, 2006, 2014, 2018 |
| São Paulo                       | Geraldo Alckmin   | 1998, 2002, 2010, 2014 |

### Três mandatos
| Localidade e Unidade federativa      | Governador eleito  | Ano da eleição              |
| ------------------------------------ | ------------------ | --------------------------- |
| Paraná                               | Roberto Requião    | 1990, 2002, 2006            |
| Rio Grande do Sul e · Rio de Janeiro | Leonel Brizola     | 1958 (RS), 1982 e 1990 (RJ) |
| Espírito Santo                       | Paulo Hartung      | 2002, 2006, 2014            |
| Espírito Santo                       | Renato Casagrande  | 2010, 2018, 2022            |
| Distrito Federal                     | Joaquim Roriz      | 1990, 1998, 2002            |
| Amazonas                             | Gilberto Mestrinho | 1958, 1982, 1990            |
| Mato Grosso e · Mato Grosso do Sul   | Pedro Pedrossian   | 1965 (MT), 1980 e 1990 (MS) |
| Pará                                 | Simão Jatene       | 2002, 2010, 2014            |
| Roraima                              | Ottomar Pinto      | 1990, 2002, 2006            |
| Tocantins                            | Marcelo Miranda    | 2002, 2006, 2014            |
| Ceará                                | Tasso Jereissati   | 1986, 1994, 1998            |
| Paraíba                              | José Maranhão      | 1994, 1998, 2006            |
| Alagoas                              | Divaldo Suruagy    | 1974, 1982, 1994            |
| Pernambuco                           | Miguel Arraes      | 1962, 1986, 1994            |
| Bahia                                | ACM                | 1970, 1978, 1990            |
| Sergipe                              | João Alves Filho   | 1982, 1990, 2002            |